# Ubojstvo u vikarijatu
Ubojstvo u vikarijatu (izdan 1930.) je roman od Agathe Christie "kraljice krimića" u kojem predstavlja Miss Marple. 

## Radnja
U malom mjestu St. Mary Mead nitko nije bio omraženiji nego general Protheroe. Čak je i lokalni vikar rekao da bi njegova smrt dobro došla stanovnicima mjesta. No Protheroe je nađen mrtav u radnoj sobi istog tog vikara. Dvoje ljudi priznaje ubojstvo no na različite načine. Sada stara usidjelica Miss Marple mora dokazati svoje znanje koje je dosada koristila samo na lokalnim "bezvezarijama".